# Francisco de Iturribarría
Francisco de Iturribarría Laucirica (Bilbao, 1863-Bilbao, 12 de abril de 1916) fue un sacerdote y poeta español.

## Biografía
Natural de la ciudad vizcaína de Bilbao, nació allí en el año 1863. Sacerdote, reunió los versos que había compuesto en un volumen que salió a la luz en 1898, prologado por Carmelo de Echegaray. Este último fija como influencias al francés Alphonse de Lamartine y al catalán Jacinto Verdaguer, de quien hizo Iturribarría traducciones al castellano. Colaboró, asimismo, con diversas publicaciones, incluida La Gaceta del Norte.  «La poesía de Iturribarría [...] nos lleva á contemplar los misterios del alma. Es poesía que deja siempre en el espíritu del lector como una estela, como un eco que continúa resonando aunque cada vez más suave y calladamente», reseñó Echegaray en una necrológica escrita en la revista Euskalerriaren Alde. Iturribarría falleció en su localidad natal en 1916.